# الحشالفة أولمهال (قصابي ملوية)
الحشالفة أولمهال هي إحدى مشيخات المملكة المغربية، تتبع جغرافيا لإقليم بولمان وإداريًا لقصابي ملوية. يقدر عدد سكانها بـ 1380 نسمة حسب الإحصاء الرسمي للسكان والسكنى لسنة 2004.